# The Courteeners
The Courteeners é uma banda inglesa de indie rock formada em 2006 em Middleton, Grande Manchester por Liam Fray (guitarra/vocal), Michael Campbell (bateria/vocal de apoio), Daniel Conan Moores (guitarra) e Mark Cuppello (baixo).
Todos os quatro integrantes são oriundos da área de Middleton, Grande Manchester.

## Integrantes
- Liam Fray - vocal, guitarra, compositor
- Daniel Conan Moores - guitarra
- Michael Campbell - bateria, vocal de apoio
- Mark Cuppello - baixo

## Discografia

### Álbuns de estúdio
- 2008 - St. Jude
- 2010 - Falcon
- 2012 -  ANNA (álbum)

### EP's
- 2008 - Here Come the Young Men
- 2008 - Live at Manchester Apollo

### Singles
| Ano  | Título                        | Posições nas paradas | Álbum            |
| Ano  | Título                        | Reino Unido          | Álbum            |
| ---- | ----------------------------- | -------------------- | ---------------- |
| 2007 | "Cavorting"                   | 192                  | St. Jude         |
| 2007 | "Acrylic"                     | 44                   | St. Jude         |
| 2008 | "What Took You So Long?"      | 20                   | St. Jude         |
| 2008 | "Not Nineteen Forever"        | 19                   | St. Jude         |
| 2008 | "No You Didn't, No You Don't" | 35                   | St. Jude         |
| 2008 | "That Kiss"                   | 36                   | single sem álbum |
| 2010 | "You Overdid It Doll"         | 28                   | Falcon           |
| 2010 | "Take Over the World"         | 114                  | Falcon           |